# Развешивание омелы
«Развешивание омелы» или «Дочь фермера» — картина английского художника-прерафаэлита Данте Габриэля Россетти, созданная в 1860 году. В настоящее время находится в частной коллекции.
На картине с рождественским сюжетом изображена девушка, подвешивающая ветки омелы к потолку. Рождественская омела — основное традиционное рождественское украшение в Англии, до распространения рождественской ёлки во второй половине XIX столетия; по традиции девушку, случайно оказавшуюся под висящей веткой омелы, позволялось поцеловать любому. На картине стоит подпись с датой «Рождество 1860-61». Картина была создана в первое совместное Рождество Россетти и Элизабет Сиддал в качестве супругов. Доподлинно не известно, кто позировал для картины, но существует вероятность, что это была Элизабет Сиддал; ожерелье девушки схоже с изображённым на свадебном портрете Сиддал «Regina Cordium». Искусствовед Генри Марилльер утверждает, что эта работа являлась эскизом для картины «Найденная». В 1862 году «Развешивание омелы» вместе «Прекрасной Розамундой» были отправлены на выставку Королевской шотландской академии в Эдинбурге, но там они не привлекли особого внимания и не продались. 6 декабря 1868 года Россети создал эскиз (пастелью на бумаге) с таким же сюжетом и подарил его, подписав на память, своему другу Джорджу Бойсу.